# Nordallee (Trier)
Die Nordallee ist eine Innerortsstraße und eine Allee am Rande der Trierer Altstadt. Historisch zählen auch die Theodor-Heuss-Allee und die Friedrich-Ebert-Allee zur Straße, weshalb sie in diesem Artikel mit behandelt werden. Mitten in der Straße befindet sich der Porta-Nigra-Platz. Der Straßenzug gehört zur Denkmalzone Grüngürtel, siehe dazu die Liste der Kulturdenkmäler in Trier-Mitte/Gartenfeld.
Die östlich unmittelbar anschließende Bahnhofstraße gehört nicht zum Trierer Alleenring und damit nicht zur Nordallee; sie wird in einem separaten Artikel beschrieben. Teilweise hatten Teile der Nordallee jedoch den gleichen Namen wie die Bahnhofsstraße, die allerdings nie „Nordallee“ hieß.

## Verlauf
Der Straßenzug Theodor-Heuss-Allee/Nordallee/Friedrich-Ebert-Allee verläuft von der Kreuzung am Balduinbrunnen nahe dem Hauptbahnhof über den Porta-Nigra-Platz bis zur Straßenkreuzung Ausoniusstraße/Bruchhausenstraße. Die Straße besteht heute aus drei Abschnitten:
- Der östliche Abschnitt zwischen Porta-Nigra-Platz und Balduinplatz heißt offiziell Theodor-Heuss-Allee; er ist Einbahnstraße. Parallel verläuft hierzu die Christophstraße, die ebenfalls Einbahnstraße ist.
- Der mittlere Abschnitt heißt bis heute Nordallee und ist in beide Richtungen befahrbar.
- Der westlichste Abschnitt trägt offiziell den Namen Friedrich-Ebert-Allee und ist ebenfalls Einbahnstraße. Parallel verläuft hierzu die Lindenstraße, ebenfalls Einbahnstraße.

Die einbahnigen Abschnitte werden jeweils in West-Ost-Richtung befahren; die parallel verlaufenden Straßen in umgekehrter Richtung, also in Ost-West-Richtung.
Der Porta-Nigra-Platz ist nicht Teil der Nordallee, da er schon vor deren Errichtung als Platz im Umfeld der Porta Nigra existierte. Ein Großteil des Platzes ist heute eine Verkehrskreuzung, an dem die einbahnigen Abschnitte jeweils zusammenlaufen.

## Geschichte

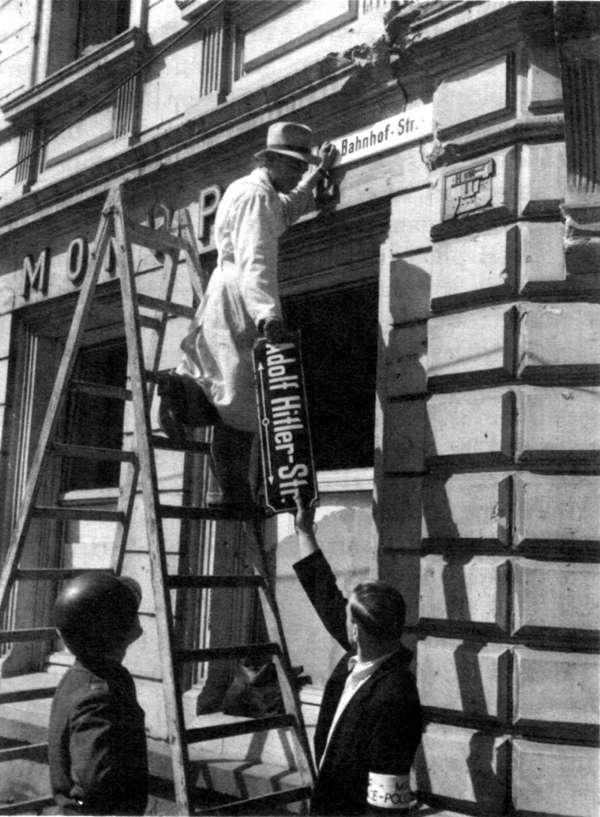
Die ehemalige „Adolf-Hitler-Straße“, hier am Hotel Monopol, wird wieder zur „Bahnhof-Straße“.

Der Name „Nordallee“ ist eine Lagebezeichnung, denn die Straße verläuft im Norden der Stadt. Sie wurde 1777 als Nussbaumallee angelegt. 1857 wurde der parallel zur Straße verlaufende Stadtgraben der Stadtmauer beseitigt. Die heutigen Anlagen gehen in ihrem Grundentwurf auf das Jahr 1860 zurück und bedecken zum Teil die Anlagen von Stadtgraben und Stadtmauer. Historisch verband die Nordallee den alten Schießgraben (heute eine Grünanlage zwischen dem Katharinenufer und der Kreuzung Ausoniusstraße/Friedrich-Ebert-Allee/Franz-Ludwig-Straße/Deutschherrenstraße/Langstraße) am nordwestlichen Stadtmauerrand mit dem Hauptbahnhof bzw. nordöstlichen Stadtmauerrand.
Am Schießgraben liegt ein Teilstück der römischen Stadtmauer.
Am moselseitigen Eingang des Schießgrabens befinden sich Barockfiguren von Ferdinand Tietz.
Während der Zeit des Nationalsozialismus wurde der östliche Teil der Straße, heute Theodor-Heuss-Allee, sowie die Bahnhofstraße in Adolf-Hitler-Straße umbenannt. Im Zuge der Entnazifizierung erhielt die Straße am 12. Mai 1945, zehn Tage nach der Übergabe der Stadt an die Alliierten, ihren alten Namen wieder.
1964 wurde der östliche Abschnitt zwischen Porta-Nigra-Platz und Hauptbahnhof 1964 offiziell nach dem ersten deutschen Bundespräsidenten Theodor Heuss, einem Ehrenbürger von Trier, umbenannt.
Von 1925 bis 1933 und seit 1945 trägt der historisch westlichste Abschnitt der Straße den Namen Friedrich-Ebert-Allee nach dem ersten deutschen Reichspräsidenten Friedrich Ebert.

## Gebäude in den Straßen
In den Straßen befinden sich einige bedeutende Kulturdenkmäler. Der Abschnitt Theodor-Heuss-Allee ist Teil der Denkmalzone Theodor-Heuss-Allee 7–22, Bahnhofstraße 23–26. Die meisten Gebäude stammen aus dem späten 19. und frühen 20. Jahrhundert und sind überwiegend im Stil des Historismus, des Spätklassizismus oder der Reformarchitektur gestaltet.
Eine Liste der Kulturdenkmäler in der Nordallee und der Theodor-Heuss-Allee befindet sich in der Liste der Kulturdenkmäler in Trier-Nord bzw. für den Friedrich-Ebert-Allee genannten südlichen Abschnitt in der Liste der Kulturdenkmäler in Trier-Mitte/Gartenfeld. Im Folgenden werden einige herausragende Gebäude näher beschrieben.

### Friedrich-Ebert-Allee
In der Friedrich-Ebert-Allee ist das Wohnhaus Nummer 3/4 als Kulturdenkmal eingestuft. Es ist ein stattliches Doppelwohnhaus des Architekten Eberhard Lamberty von 1895 im Stil der Neorenaissance. An der Kreuzung Ausoniusstraße steht die Toni-Chorus-Halle, die Heimhalle des Post-Sportvereins Trier (PST).

### Nordallee

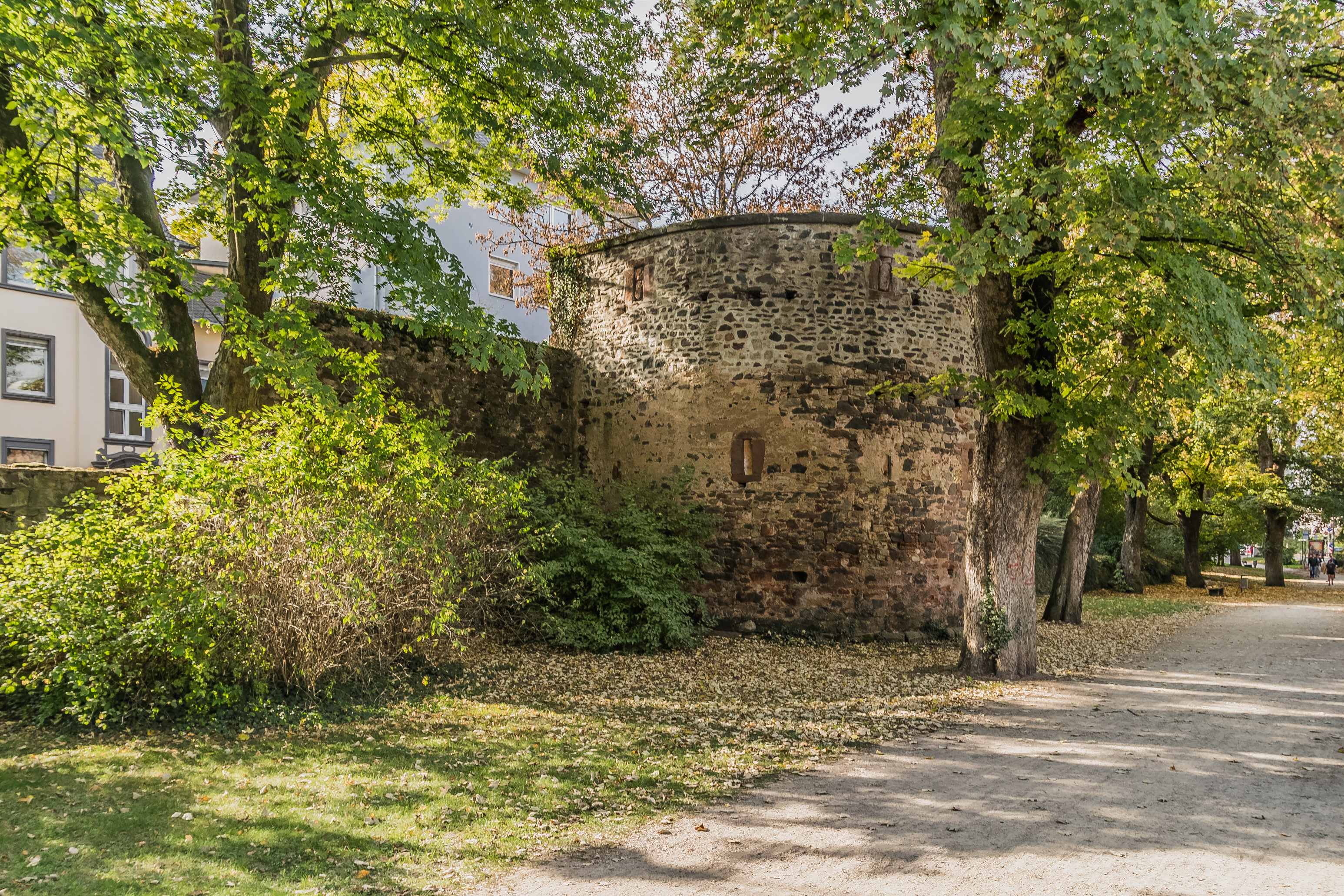
Reste der Stadtmauer

Im südlichen Verlauf der Nordallee ist das Areal des Krankenhauses der „Barmherzigen Brüder von Maria-Hilf“ bestimmend, das nachfolgend genauer beschrieben wird. An der südwestlichen Seite im Übergang zur Friedrich-Ebert-Allee befinden sich Reste der mittelalterlichen Stadtmauer Triers.

#### Krankenhaus der „Barmherzigen Brüder von Maria-Hilf“ (Nordallee 1)
In der Nordallee 1 sticht der Ordenskomplex einschließlich Krankenhaus der „Barmherzigen Brüder von Maria-Hilf“ – in Trier im Volksmund kurz Brüderkrankenhaus genannt – hervor. Der in Koblenz gegründete Orden kam 1853 erstmals nach Trier und ist seit 1887 an der heutigen Stelle an der Nordallee ansässig. Gemeinsam mit dem Krankenhaus wurde auch ein Kloster errichtet. Am 1. September 1890 wurde die Herz-Jesu-Kirche genannte Klosterkirche geweiht. Die ursprüngliche Ausstattung der im Stil der Neugotik errichteten Kirche ist außer den Fenstern noch erhalten. Von dem alten Bau des Krankenhauses und Klosters war nach den Luftangriffen auf Trier im Zweiten Weltkrieg nur noch wenig, unter anderem die heute unter Denkmalschutz stehende Kirche, erhalten. Deshalb wurde von 1963 bis 1968 ein neues Krankenhaus gebaut, das 1979 erweitert wurde. Seit 2010 hat es einen neuen, großen Hubschrauberlandeplatz.
Die Kirche der Barmherzigen Brüder ist nicht zu verwechseln mit der auf dem rückwärtigen Teil des Krankenhausgeländes liegenden Maria-Hilf-Kapelle, die ursprünglich in Koblenz stand, 1926 nach Trier versetzt und 1989/90 erweitert wurde. In ihr befindet sich das Grab des Ordensgründers Peter Friedhofen.
Auf dem Gelände des Brüderkrankenhauses steht auch der sogenannte „Brunnen des Lebens“, ein Bronze-Brunnen.

#### Bushaltestelle Nordallee
Neben dem Brüderkrankenhaus befindet sich in der Nordallee eine hinsichtlich der Gestaltung der Wetterschutzüberdachung eindrucksvolle Bushaltestelle. An der Bushaltestelle halten mehrere Buslinien des Trierer Nah- und Fernverkehrs.

### Theodor-Heuss-Allee

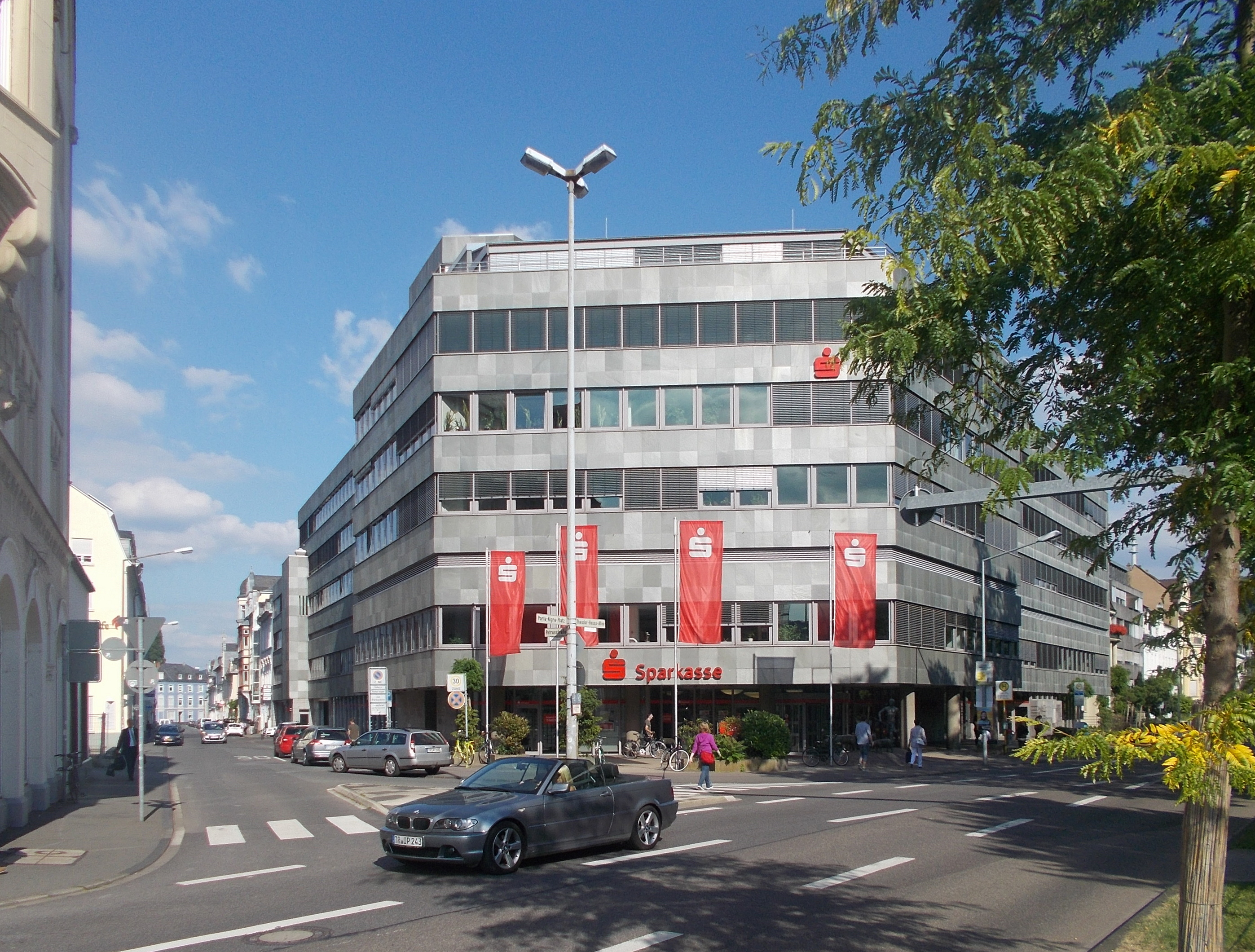
Sparkasse, 1970–1976 (Foto 2013)

#### Gebäude Theodor-Heuss-Allee 1
Eindrucksvoll ist das zwischen 1970 und 1976 errichtete und schrittweise in Betrieb genommene Gebäude der ehemaligen Kreissparkasse in der Theodor-Heuss-Allee 1. Der Bau ersetzte ein aus dem 19. Jahrhundert stammendes Eckhaus, das die Kreissparkasse Trier (seit 1972 fusioniert zur Kreissparkasse Trier-Saarburg) im Jahr 1921 erworben und nach Umbau als Hauptstelle genutzt hatte. Seit der Fusion mit der Stadtsparkasse Trier im Jahr 1994 residiert hier die Hauptstelle der aus dieser Fusion hervorgegangenen Sparkasse Trier.
Vor dem Gebäude steht das Bronzedenkmal „Schweinehirt mit Schweinen“ des Wittlicher Bildhauers Hanns Scherl aus dem Jahr 1979.

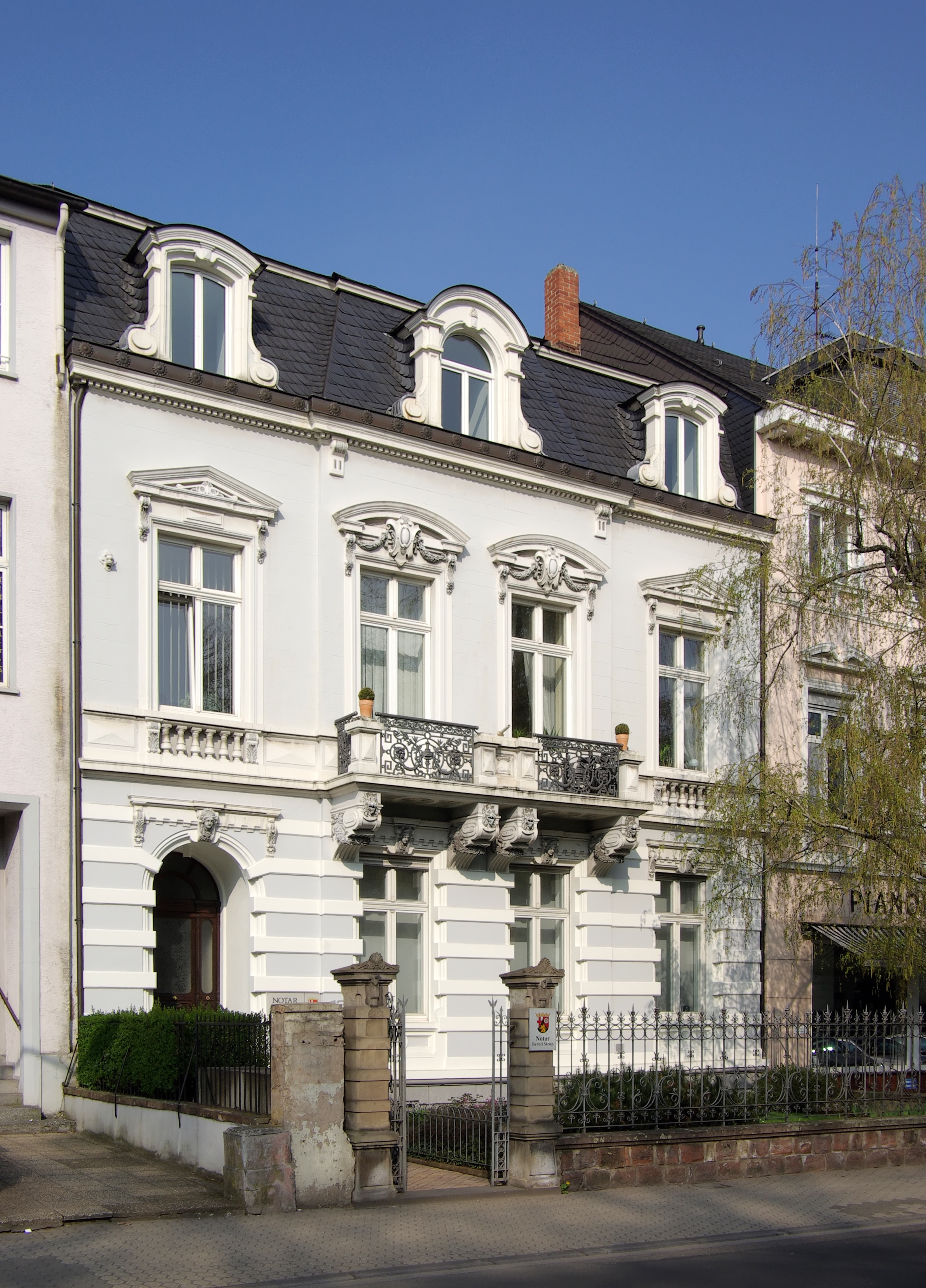
Theodor-Heuss-Allee 13

#### Haus Theodor-Heuss-Allee 13
Das Haus Theodor-Heuss-Allee 13 ein zweigeschossiges um 1878 von August Massing als Kapitalanlage errichtetes Wohnhaus. Im Hausflur ist ein ursprünglicher farbiger Fliesenboden – wohl von Villeroy & Boch – erhalten. Die Zwischentür zum Treppenhaus ist mit geschwungenen Glasausschnitten und typischen Elementen des Jugendstils ausgestaltet. Gut erhalten ist hier auch der Vorgarten samt Einfriedung mit rustizierten Pfeilern; das schmiedeeiserne Gitter wurde 1987 erneuert. Das Haus stellt eines der besten Zeugnisse der gründerzeitlichen Bebauung am Trierer Alleenring dar, von der ein Großteil der Gebäude im 20. Jahrhundert zerstört und abgerissen wurde.

#### Haus Theodor-Heuss-Allee 18
Das Gebäude Theodor-Heuss-Allee 18 ein 1880 von Johann Kühn errichtetes Wohnhaus, an das 1933 ein Laden auf dem spitzwinkligen Grundstück an der Einmündung der Göbenstraße nach Plänen des Architekturbüros Brand und Mertes angebaut wurde. Dieser Anbau wurde 1956 um ein zweites, über das Erdgeschoss auskragendes Geschoss nach Plänen des Trierer Architekten Willi Haufs aufgestockt.

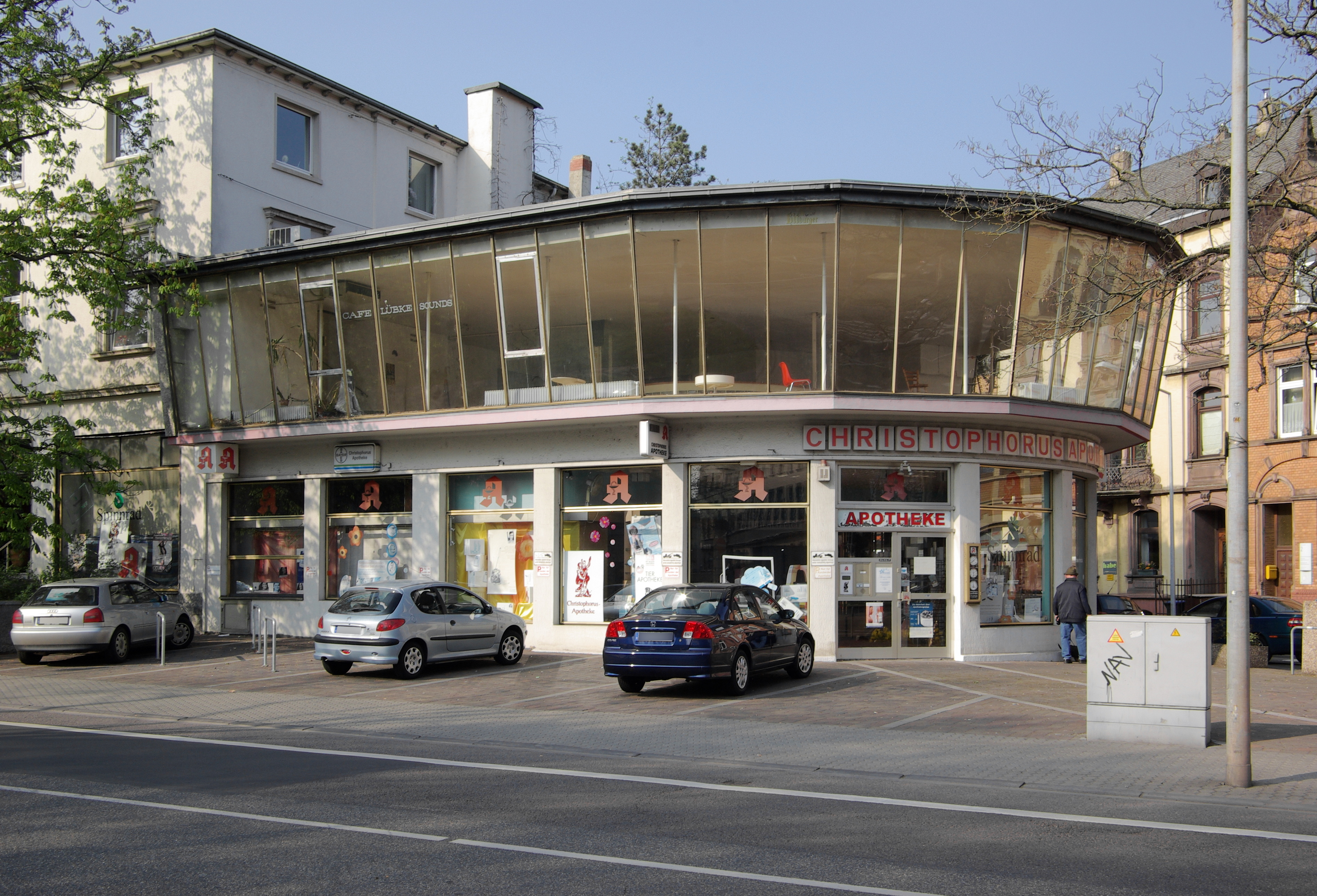
Theodor-Heuss-Allee 18 vor der Sanierung von 2018
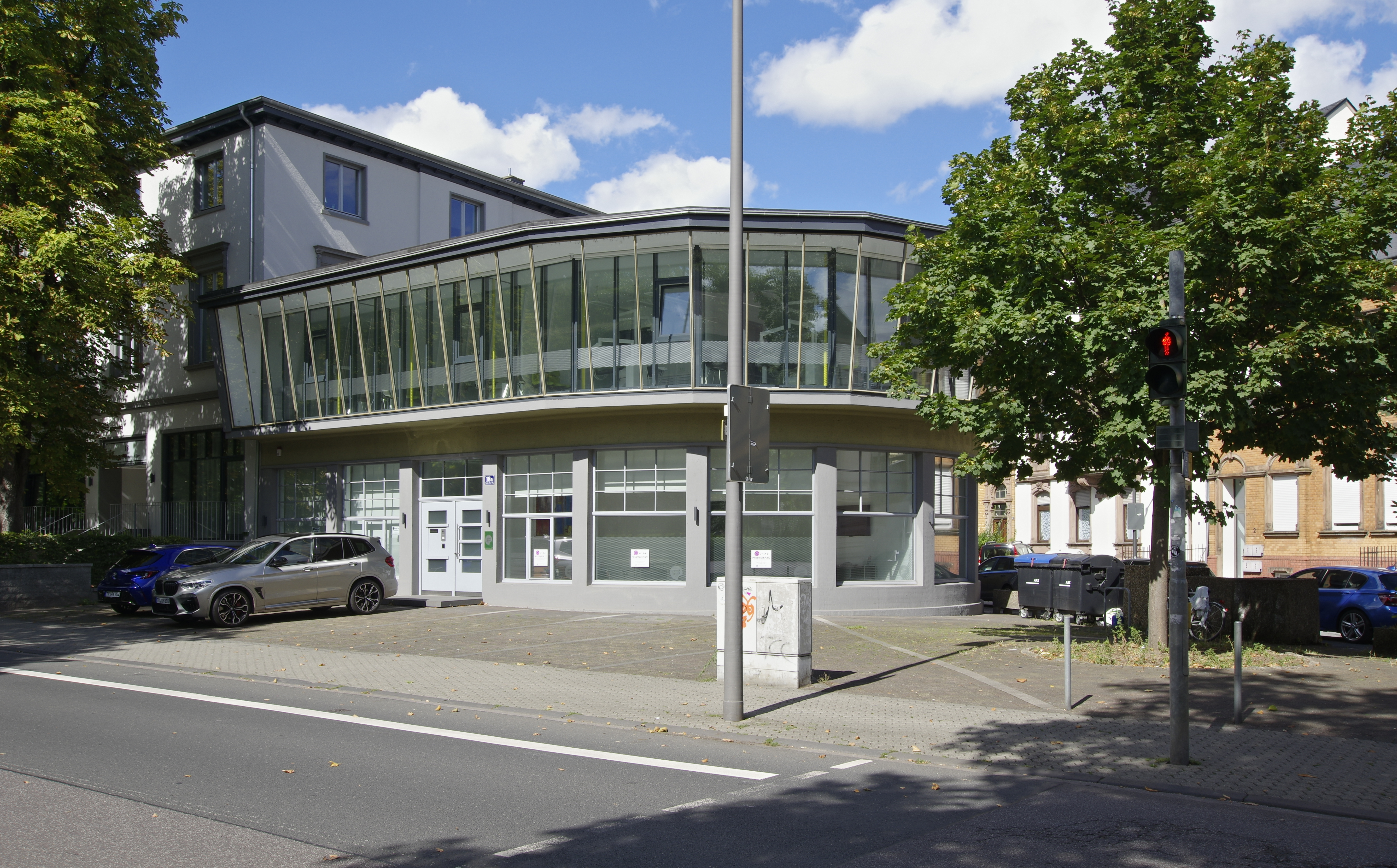
Theodor-Heuss-Allee 18 2024

Während das Erdgeschoss bereits weitgehend in große Fenster aufgelöst ist, ist die Außenhaut des Obergeschosses vollständig mit um 10° schräg nach außen gestellten Fenstern verglast; jeweils drei Scheiben sind durch dünne Profile miteinander verbunden. So entsteht eine Folge von zehn die Rundung polygonal umsetzenden Fassadenelementen. Bei Tag ermöglicht die Verglasung ein Optimum an Lichteinfall für den Ausstellungs- und Verkaufsraum; bei Dunkelheit wird sie zum Aufmerksamkeit auf sich ziehenden lichtmodellierten Objekt. Damit folgt die Gestaltung des Eckbaus mit ihrer leicht-durchsichtigen, fast „körperlosen“ Bauweise den Idealen des Bauens in den 1950er Jahren.
2018 wurde das Gebäude aufwendig saniert. Während der Sanierungsarbeiten kam teilweise in der Bevölkerung das Missverständnis auf, das Gebäude werde abgebrochen. Inzwischen befindet sich im Gebäude eine Zahnarztpraxis.